# Encymon scintillans
Encymon scintillans is een keversoort uit de familie zwamkevers (Endomychidae). De wetenschappelijke naam van de soort werd in 1951 gepubliceerd door Strohecker.